# 大山昌宏
大山 昌宏（おおやま まさひろ、1970年8月7日 - ）は、日本の政治家。元衆議院議員（1期）。

## 経歴
愛知県立刈谷高等学校、愛知県立大学卒業。愛知県内の高等学校で英語科の非常勤教諭を務めた後に、1998年に学習塾を開業。友人の岡本充功衆議院議員の選挙活動を手伝ったことをきっかけに秘書となり、小沢一郎政治塾を第6期生として卒業。

## 衆議院議員
2009年8月30日の第45回衆議院議員総選挙に、民主党公認候補として比例東海ブロックから比例単独40位で立候補し初当選。
2011年2月17日、民主党政権交代に責任を持つ会に入会。
2012年の消費増税をめぐる政局では、野田内閣による消費増税法案の閣議決定に抗議して広報副委員長の辞表を提出し、4月23日の党役員会で受理された。6月26日の衆議院本会議で行われた消費増税法案の採決では、党の賛成方針に反して反対票を投じた。7月2日には山岡賢次らを介して離党届が提出された。民主党は7月3日の常任幹事会で離党届を受理せず除籍処分とする方針を決定し、7月9日の常任幹事会で正式決定した。
同年7月11日、国民の生活が第一結党に参加した。なお国民の生活が第一は、11月27日に滋賀県知事の嘉田由紀子が結党した日本未来の党へ合流した。

## 落選後
2012年の第46回衆議院議員総選挙では比例南関東ブロックの比例単独候補として立候補したが落選。その後英語の参考書を出版している。